# Handle with Care (альбом)
Handle with Care (с англ. — «Обращаться с осторожностью») — третий студийный альбом американской трэш-метал-группы Nuclear Assault, выпущенный 23 ноября 1989 года. Это наиболее коммерчески успешный альбом группы, достигший 60 позиции в чарте UK Top 75s.

## Отзывы критиков
Handle with Care получил положительные отзывы критиков. Эдуардо Ривадавия из AllMusic присвоил альбому четыре с половиной звезды из пяти и описывает его как «пластинку, выдержавшую испытание временем как одно из лучших предложений Восточного побережья для жанра трэш-метал». Ривадавия также хвалит Handle with Care как «идеальное введение в группу, и почти все, что вам когда-либо понадобится от Nuclear Assault», а «Critical Mass», «F♮ (Wake Up)» и «When Freedom Dies» он описывает как «выдающихся трэшеров».
Интернет-издание Loudwire включило Handle with Care в свои списки «Топ-10 трэш-метал-альбомов, выпущенных не „большой четвёркой“» и «50 трэш-метал-альбомов всех времён». Metal Hammer в 2017 году назвал альбом одним из лучших трэш-метал-релизов всех времён.

## Список композиций
| №                   | Название                         | Текст песни         | Музыка              | Длительность |
| ------------------- | -------------------------------- | ------------------- | ------------------- | ------------ |
| 1.                  | «New Song»                       | Джон Коннелли       | Коннелли            | 2:58         |
| 2.                  | «Critical Mass»                  | Коннелли            | Дэн Лилкер          | 3:19         |
| 3.                  | «Inherited Hell»                 | Коннелли            | Коннелли            | 3:30         |
| 4.                  | «Surgery»                        | Коннелли            | Лилкер, Гленн Эванс | 2:44         |
| 5.                  | «Emergency»                      | Коннелли            | Эванс               | 3:20         |
| 6.                  | «Funky Noise» (инструментальная) | Коннелли            | Коннелли            | 0:50         |
| 7.                  | «F♮ (Wake Up)»                   | Коннелли            | Коннелли            | 2:58         |
| 8.                  | «When Freedom Dies»              | Коннелли            | Лилкер              | 2:34         |
| 9.                  | «Search & Seizure»               | Эванс               | Эванс               | 4:11         |
| 10.                 | «Torture Tactics»                | Коннелли            | Коннелли            | 2:22         |
| 11.                 | «Mothers' Day»                   | Лилкер, Эванс       | Лилкер, Эванс       | 0:32         |
| 12.                 | «Trail of Tears»                 | Коннелли            | Коннелли            | 5:44         |
| Общая длительность: | Общая длительность:              | Общая длительность: | Общая длительность: | 35:05        |

| №                   | Название                         | Длительность |
| ------------------- | -------------------------------- | ------------ |
| 13.                 | «Intro/New Song»                 | 3:11         |
| 14.                 | «Critical Mass»                  | 3:11         |
| 15.                 | «Torture Tactics»                | 2:07         |
| 16.                 | «Trail of Tears»                 | 3:57         |
| 17.                 | «Mother's Day»                   | 0:59         |
| 18.                 | «Funky Noise» (инструментальная) | 0:50         |
| Общая длительность: | Общая длительность:              | 49:20        |

## Участники записи
Nuclear Assault
- Джон Коннелли — вокал, гитара
- Энтони Браманте — соло-гитара
- Дэн Лилкер — бас-гитара
- Гленн Эванс — ударные

'Производственный персонал
- Рэнди Бёрнс — продюсирование
- Кейси МакМакин — звукоинженер
- Ларри Малчоз, Стив Хайнке — помощники звукоинженера